# والتر هربرت رايس
والتر هربرت رايس (بالإنجليزية: Walter Herbert Rice)‏ هو قاضي ومحامي أمريكي، ولد في 1937 في بيتسبرغ في الولايات المتحدة.